# Filialkirche Stocklitz

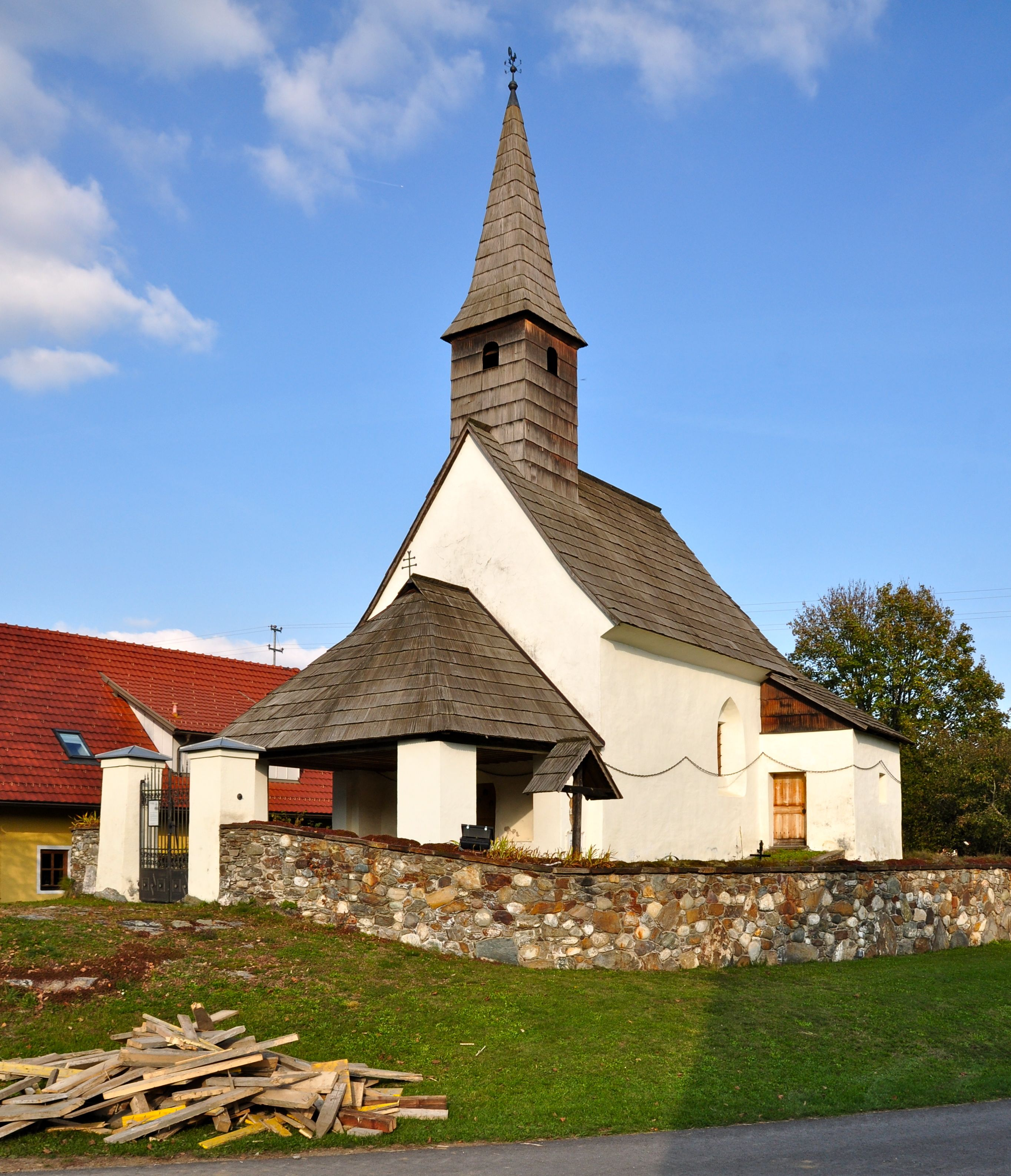
Filialkirche Stocklitz

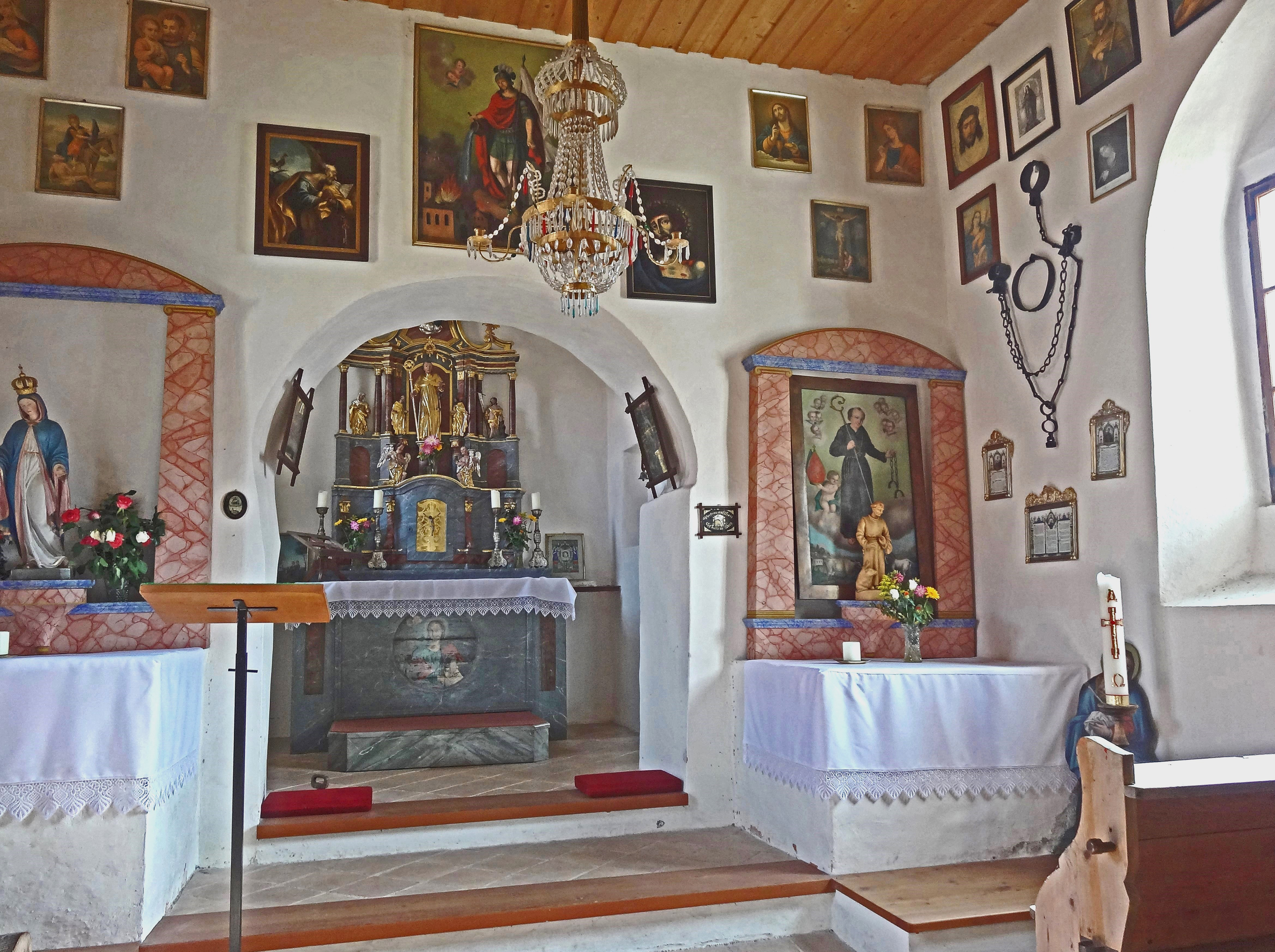
Innenansicht

Die römisch-katholische Filialkirche Stocklitz in der Gemeinde Feldkirchen ist dem heiligen Leonhard geweiht. Die zur Pfarre Glanhofen gehörende Kirche wurde erstmals 1469 urkundlich genannt. Seit 1989 kümmert sich die „Kulturinitiative Stocklitz“ der örtlichen Bevölkerung um die Restaurierung und Belebung der Kirche.

## Baubeschreibung
Der kleine gotische Bau des 14. Jahrhunderts mit einem Dachreiter und einem südlichen Sakristeianbau wird von einer Leonhardkette umspannt. Das Bauwerk steht auf einem Felsen, der außen unter der Ostwand des Chores, im Langhaus unter der Nordwand sichtbar ist. Die Spitze des Dachreiters besteht aus einer Turmkugel, und einer Windrose mit Wetterhahn. Die Dächer sind schindelgedeckt. In der auf zwei quadratischen Pfeilern stehenden Vorlaube befindet sich der Westeingang mit einem geraden Sturz.

Ein kleiner rundbogiger Triumphbogen verbindet das flachgedeckte Langhaus mit dem kreuzgratgewölbten Chor mit geradem Schluss. An der Nordseite haben sich spitzbogige Fenster erhalten, die anderen wurden vergrößert. An der Außenseite der Ostwand des Chores ist ein zugemauertes Rundbogenfenster erkennbar.

Der Putz in Langhaus und Chor verbirgt Fresken, wie probeweise Freilegungen zeigen.

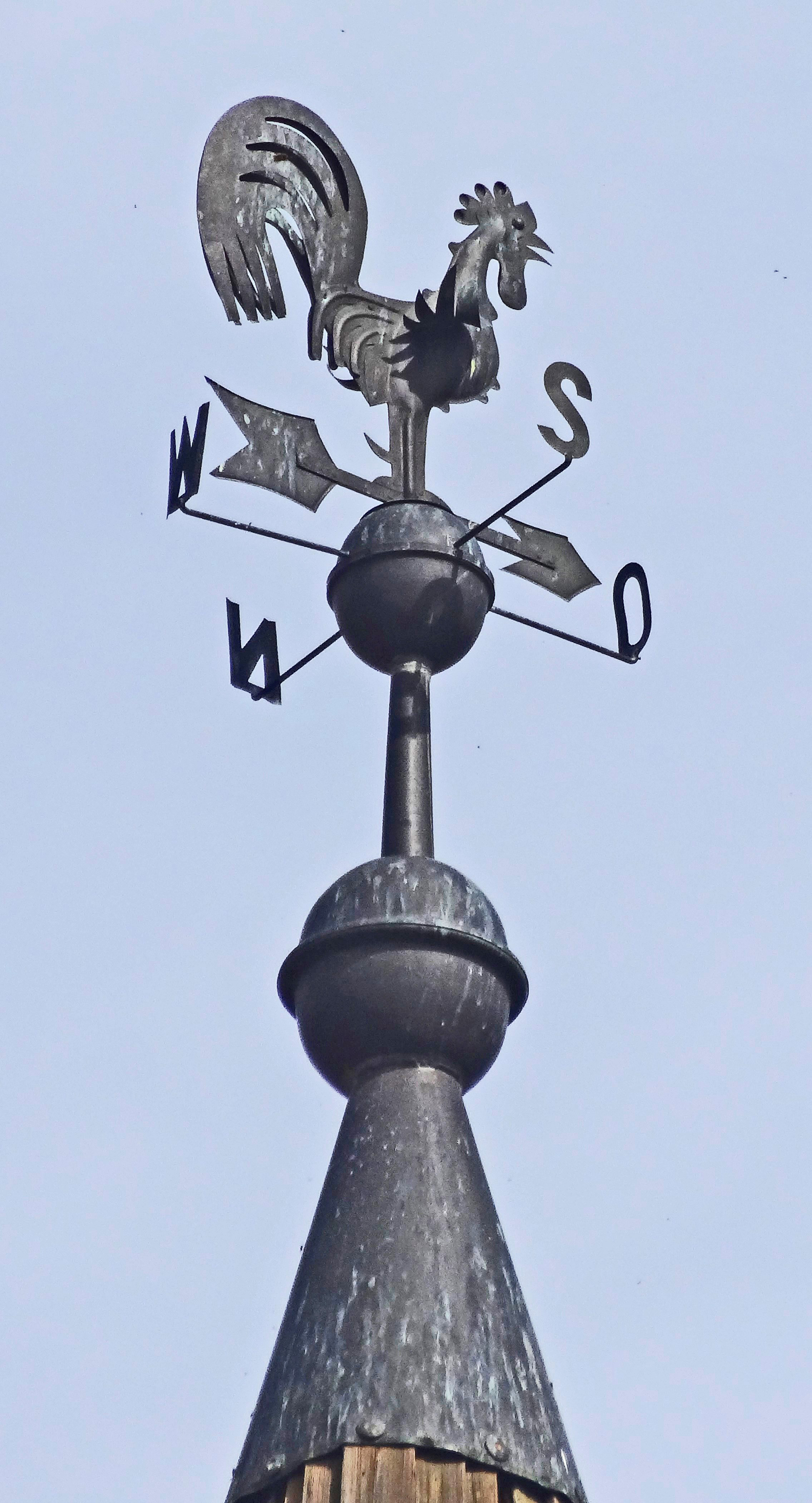
Die Spitze des Dachreiters
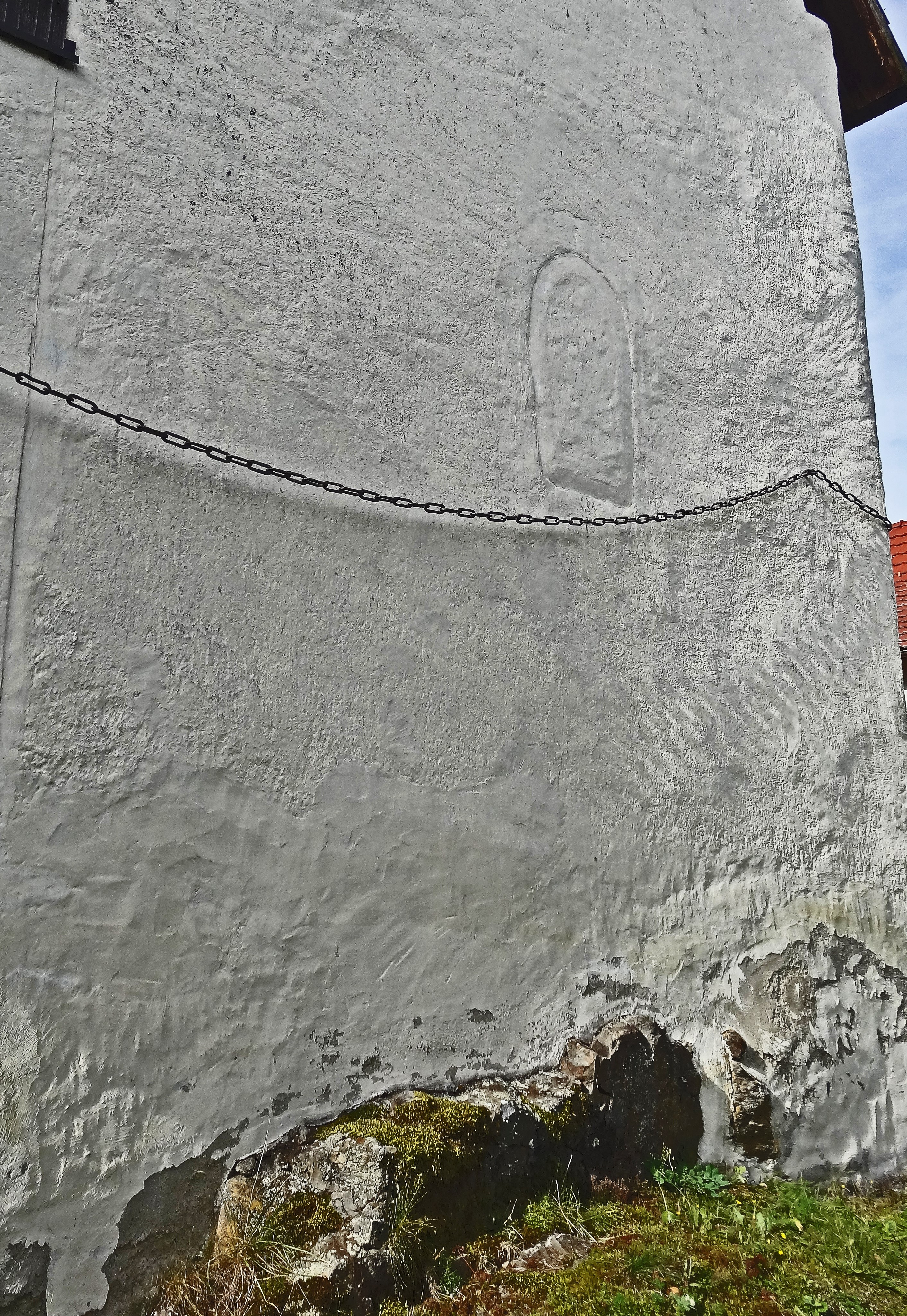
Die auf Fels stehende Ostwand des Chores. Oberhalb der Kette sind die Konturen eines Rundbogenfensters erkennbar
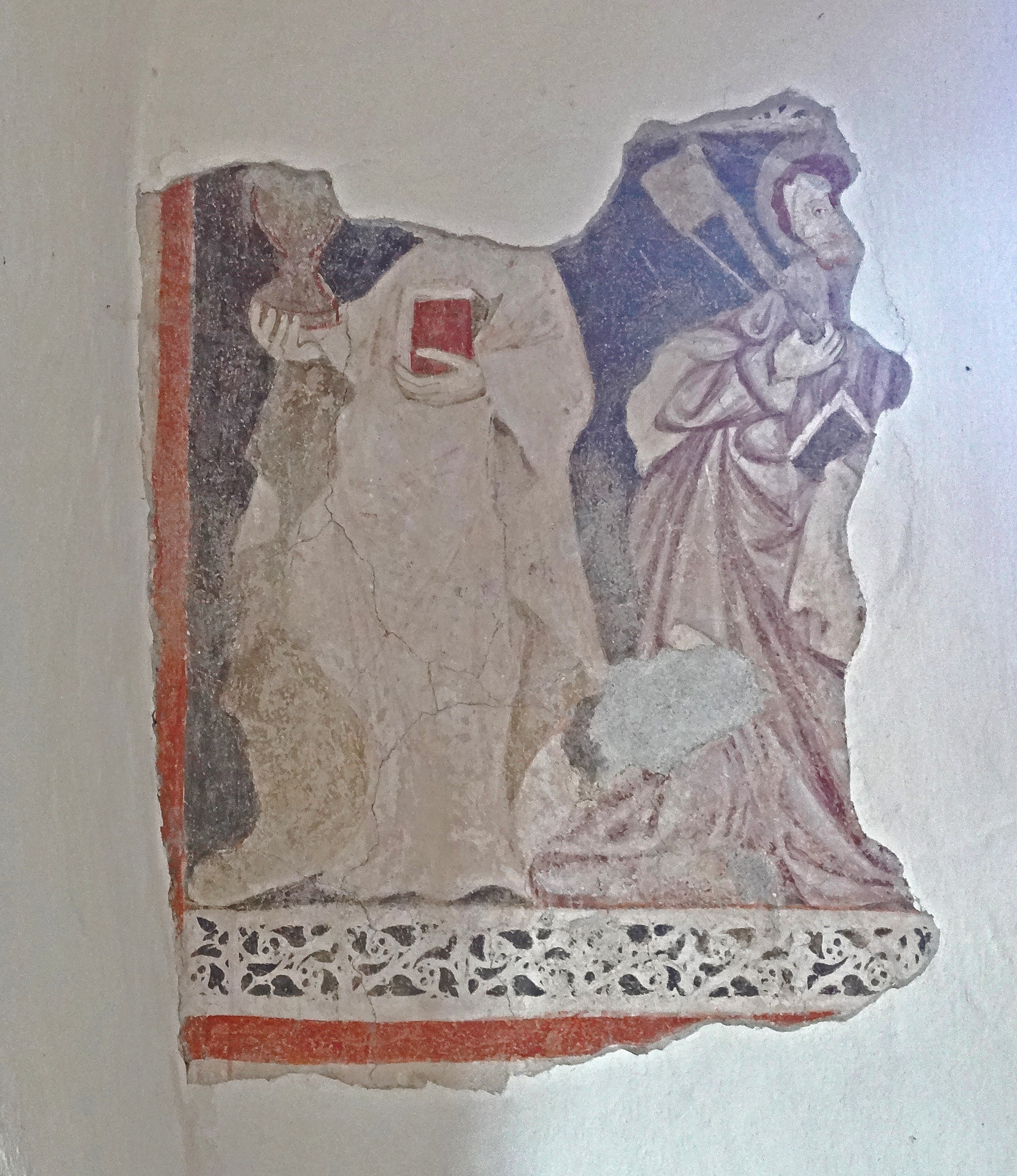
Probeweise Freilegung von Wandmalerei im Chor

## Einrichtung

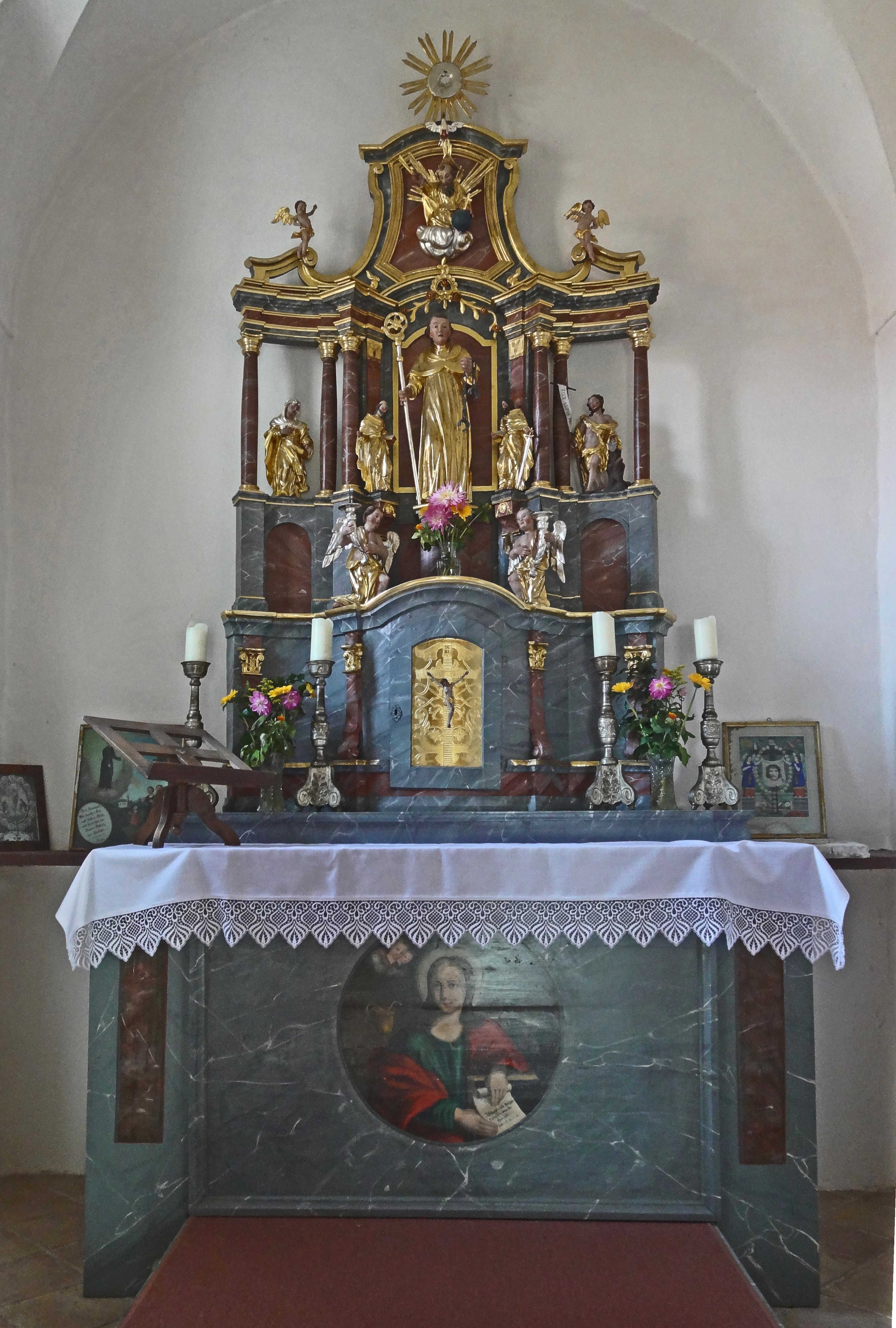
Der Hochaltar

Der Hochaltar ist ein mehrstufiger Ädikula-Altar aus der Mitte des 18. Jahrhunderts. Auf einer Stele über dem Tabernakel steht eine Figur des Kirchenheiligen. Zu beiden Seiten stehen als halb so große Statuen, links Maria und der Apostel Petrus, rechts der Apostel Paulus und Johannes der Täufer. Am Antependium ist der Evangelist Johannes dargestellt. Der rechte Seitenaltar zeigt ein Gemälde des hl. Leonhard, der linke Seitenaltar eine neuere Marienfigur. Die ursprüngliche Marienfigur wurde nach Glanhofen verbracht. An der südlichen Langhauswand hängen die abgestreiften Ketten des legendären Kirchengründers. Zur weiteren Ausstattung der Kirche zählen zahlreiche volkstümliche Votivbilder.

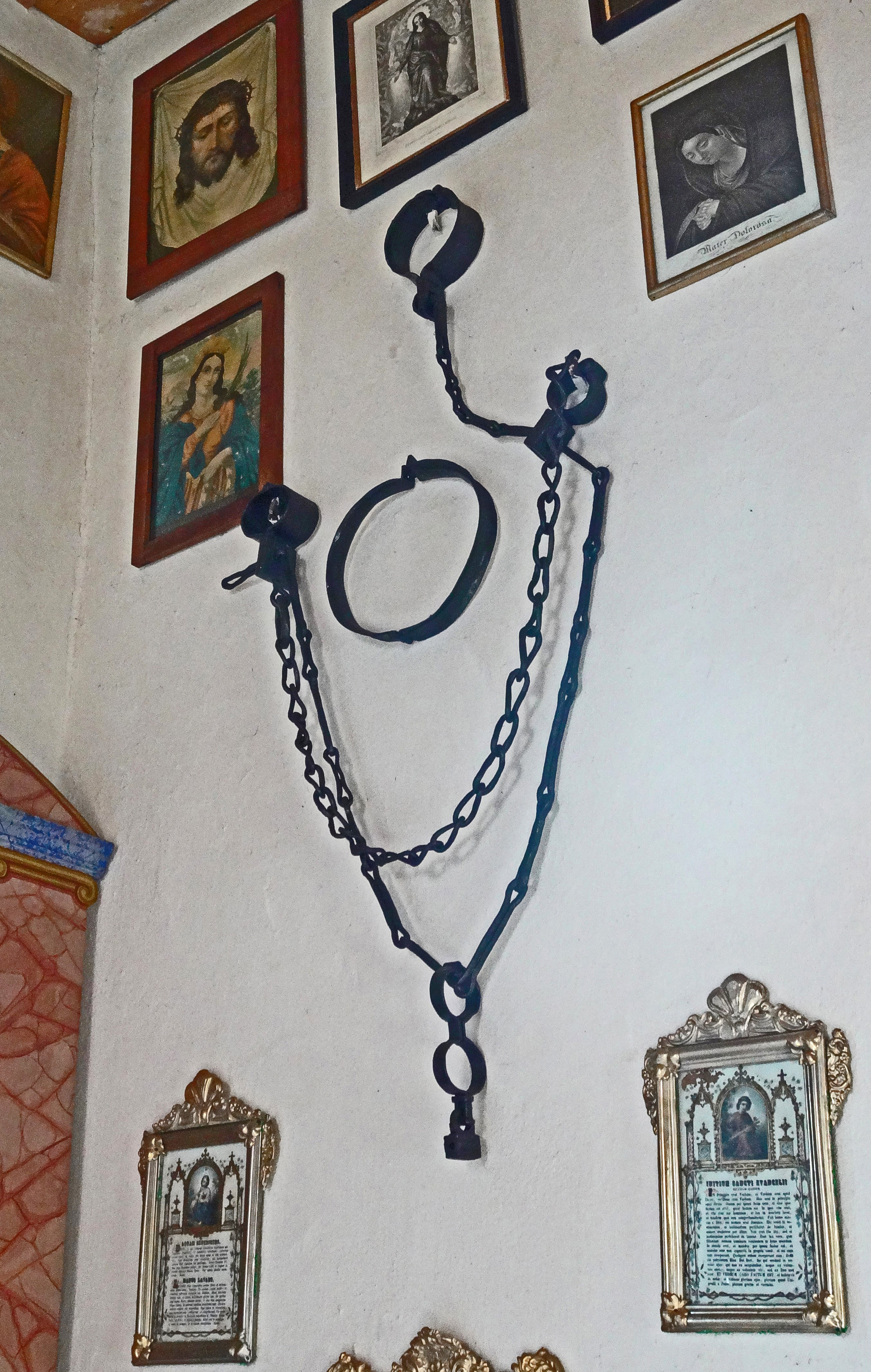
Die Ketten des legendären Kirchengründers
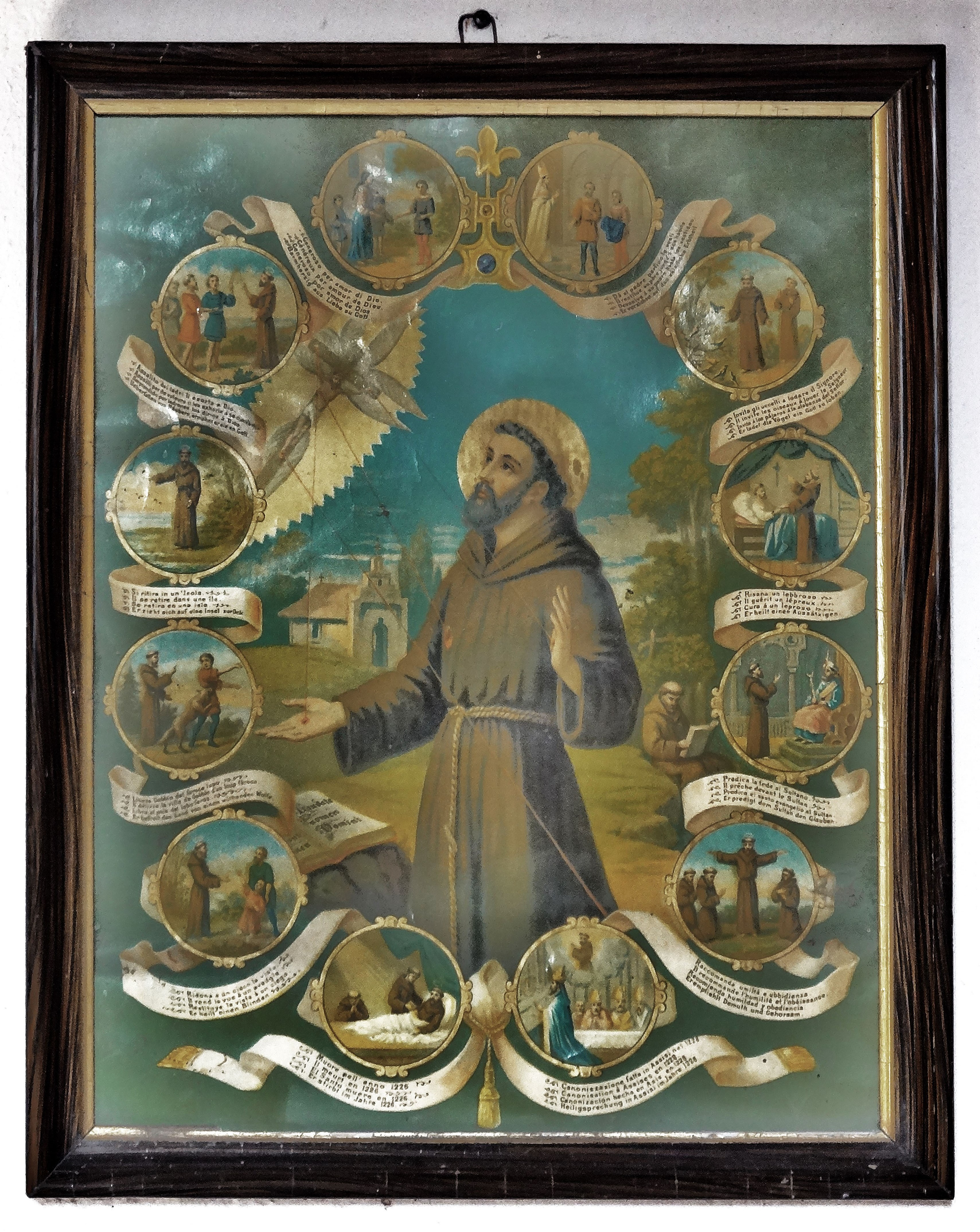
Votivbild mit dem Leben des hl. Franziskus